# Acanthamoeba
Acanthamoeba is een geslacht in de taxonomische indeling van de Amoebozoa. Deze micro-organismen hebben geen vaste vorm en hebben schijnvoetjes. Met deze schijnvoetjes kunnen ze voortbewegen en zich voeden. Het organisme behoort tot de familie Acanthamoebidae. Acanthamoeba werd in 1931 ontdekt door Volkonsky.
De Acanthamoeba kan bij de mens, met name bij lensdragers, een ernstige hoornvliesontsteking veroorzaken.

## Soorten
- Acanthamoeba polyphaga Puschkarew
- Acanthamoeba gigantea Schmoller, 1964